# Fusifilum physodes
Fusifilum physodes là một loài thực vật có hoa trong họ Măng tây. Loài này được (Jacq.) Raf. ex Speta mô tả khoa học đầu tiên năm 1998.